# Hemioplisis ziczacaria
Hemioplisis ziczacaria là một loài bướm đêm trong họ Geometridae.